# Blingbling

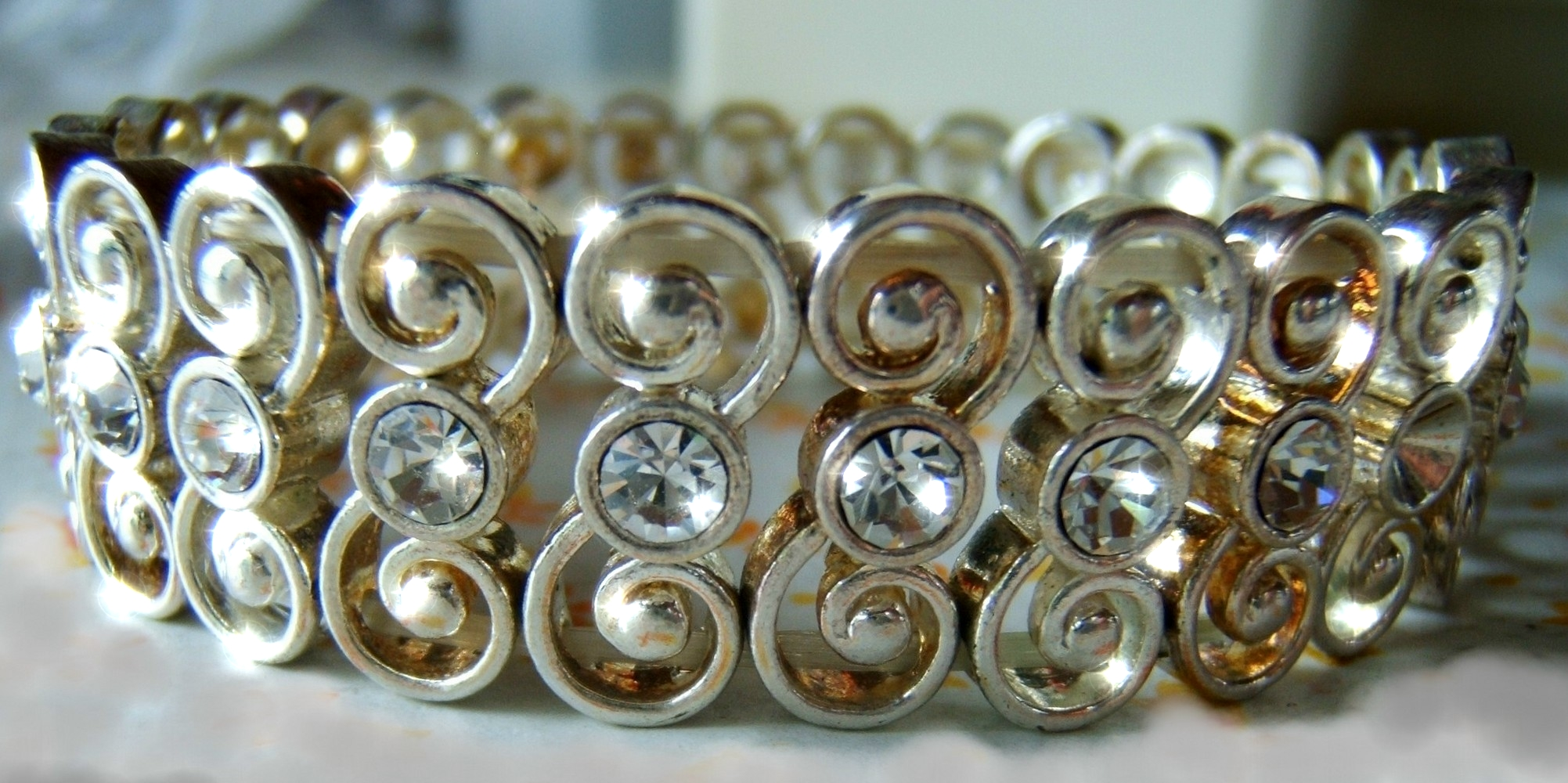
Blingblingarmband

Blingbling is een term die rappers (met name gangstarap) gebruiken voor sieraden.
Hiervan afgeleid kan blingbling ook verwijzen naar duidelijk zichtbare rijkdom.
Het woord is sinds de jaren negentig in gebruik. In 1999 verscheen onder de naam Bling Bling een hiphopnummer van B.G..
Pas op 17 oktober 2005 werd bekend dat het woord in de Van Dale werd opgenomen omdat het woord meer dan drie jaar binnen het Nederlands in gebruik was. Als Hedenlands was deze uitdrukking niet eerder opgenomen in dit woordenboek.